# متیو ریچارد رایان
متیو ریچارد رایان (انگلیسی: Matt Ryan؛ زادهٔ ۱۷ آوریل ۱۹۹۷) بازیکن بسکتبال اهل ایالات متحده آمریکا است.